# Wendy Jaramillo
Wendy Jaramillo es una actriz y presentadora de televisión panameña.

## Carrera artística
Wendy Jaramillo nació en la localidad panameña de Chitré. Inició su carrera actoral, de forma simultánea en la televisión y en teatro, en 2009. En ese año participó en la obra teatral infantil Harry Rettop, y obtuvo la victoria en el concurso de telerrealidad  Quiero ser cascaroso.
Desde 2012 interpreta al personaje cómico La Metiche, que ha realizado apariciones en programas como Así es mi tierra, A lo panameño y Tu mañana.
En 2017 incursionó en el género dramático, cuando interpretó un personaje en Más respeto, menos rosas, obra teatral y conversatorio sobre la violencia contra la mujer que ha sido presentada de forma continua en noviembre para conmemorar el Día Internacional para la Eliminación de la Violencia contra las Mujeres.
En 2018, protagonizó el video musical de la canción «Cómo gozo» del dúo Samy y Sandra.
Durante la pandemia de COVID-19, se dedicó a realizar funciones teatrales en Chitré.
En 2023 debutó en el teatro musical, con la producción Canta el acordeón donde interpretó al personaje Ninfa. Ese mismo año, obtuvo los derechos para presentar Monólogo Frida Kahlo en Panamá.
También ha actuado en producciones cinematográficas, como Escobar: Paradise Lost (2014), Kimura (2017), Donaire y Esplendor (2017) y Poliamor (2023).

## Vida personal
En 2018, a través de una publicación en sus redes sociales, salió del armario públicamente como mujer lesbiana. En 2021, se casó con la cantante de típico Roxana Jaén en Tulum, en el estado mexicano de Quintana Roo, donde el matrimonio entre personas del mismo sexo es legal. Sin embargo, un año después, en 2022, las panameñas anunciaron su separación.

## Filmografía

### Televisión
- Quiero ser cascaroso (2009)
- La Cáscara
- Así es mi tierra
- A lo panameño
- Tu mañana

### Cine
- Escobar: Paradise Lost (2014)
- Kimura (2017)
- Donaire y Esplendor (2017)
- Poliamor (2023)

## Teatro
- Harry Rettop (2009)
- Más respeto, menos rosas (2017)
- Canta el acordeón (2023)